# Empoasca minor
Empoasca minor är en insektsart som beskrevs av Aleksey A. Zachvatkin 1935. Empoasca minor ingår i släktet Empoasca och familjen dvärgstritar. Inga underarter finns listade i Catalogue of Life.